# Viminál

Sedm pahorků města Říma

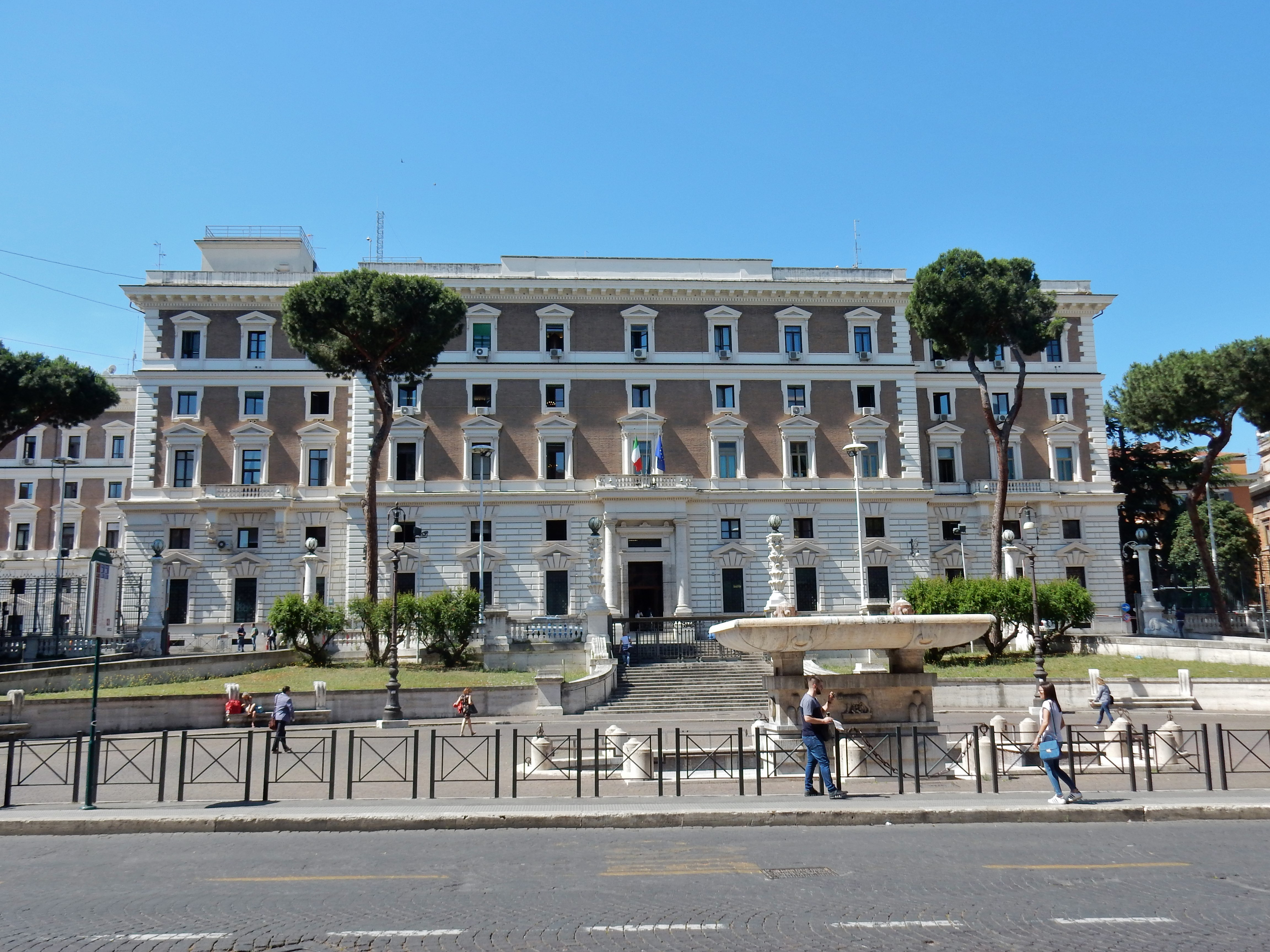
Palazzo del Viminale

Viminál, italsky Colle Viminale, je pahorek na severním okraji starověkého Říma (rione Monti), severně od Kolosea a blízko nádraží Termini. Je to je nejmenší ze „Sedmi pahorků“, na nichž stál starověký Řím. V Palazzo del Viminale sídlí italské ministerstvo vnitra..

## Historie
Se sousedním Kvirinálem tvořil původně jeden pahorek a podle pověsti zde sídlili Sabinové. Na Viminálu byly Diokleciánovy lázně (kde je dnes Teatro dell’Opera) a pretoriánský tábor, jinak to byla obytná čtvrť.